# Jan Mulinowicz
Jan Mulinowicz – na wpół legendarna postać, mieszczanin krakowski pochodzący z okolic Łodzi. Najprawdopodobniej od jego imienia wzięła się nazwa Stawów Jana. Przypisuje mu się ufundowanie najstarszego znanego pomnika w Polsce, który stanął w 1634 przy wyjeździe ze wsi Chojny – dzisiaj jest to skrzyżowanie Kolumny i Rzgowskiej. 

## Historia

### Legenda

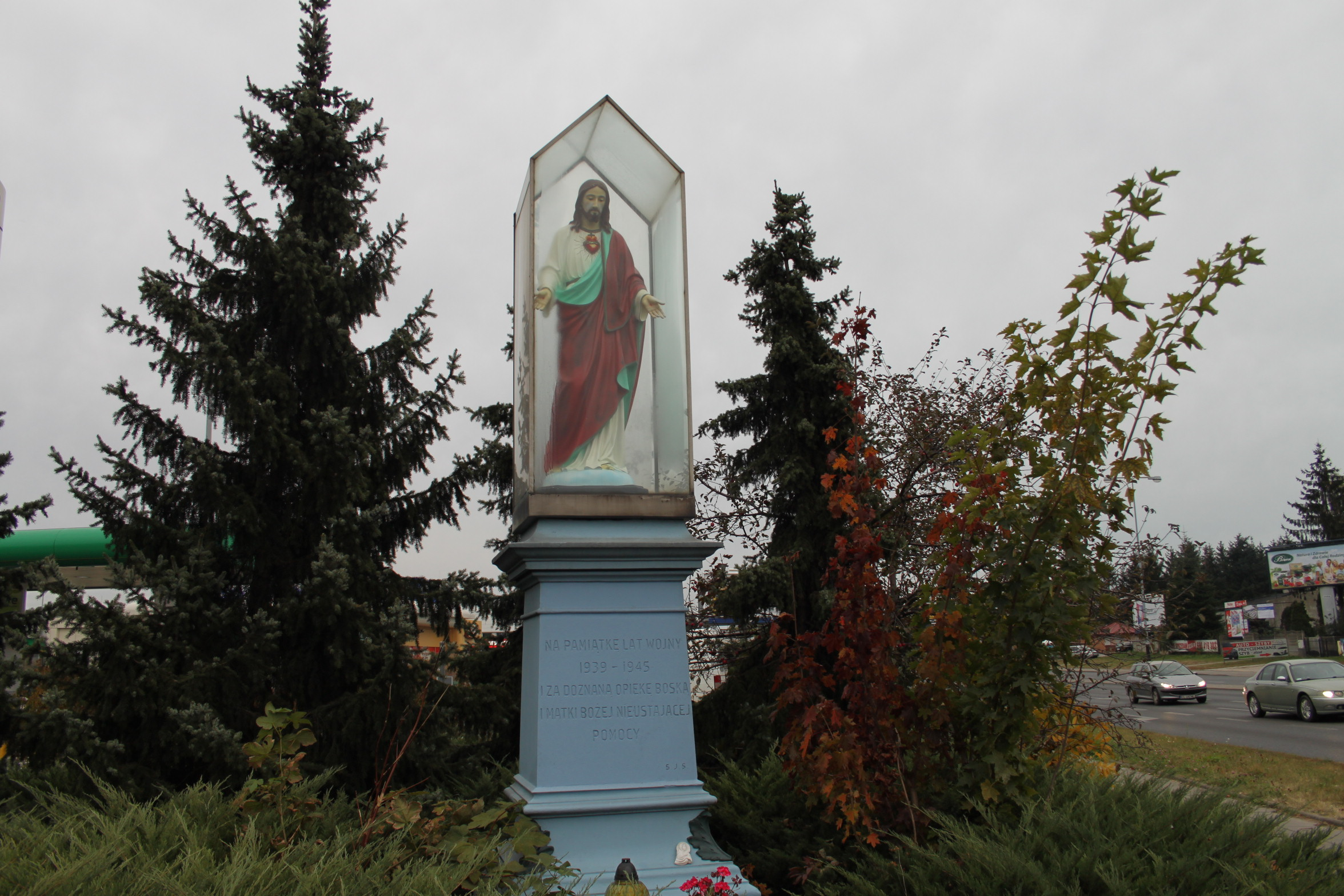
Kapliczka stojąca w miejscu zburzonej kolumny

Legenda głosi, że na początku XVII wieku w ówczesnej wsi Chojny, mieszkał chłopiec o imieniu Janek. Po stracie rodziców oraz wypędzeniu ze swego mieszkania przez nowego właściciela, mały Janek siedział zapłakany przy drodze prowadzącej do Piotrkowa. Na sierotę trafił przejeżdżający traktem kupiec Mulinowic z Krakowa, który wysłuchawszy historii chłopca postanowił go zabrać ze sobą. Małżeństwo Mulinowiców nie miało żadnych dzieci, dlatego zdecydowali, że adoptują Janka.
Po śmierci przybranych rodziców Jan stał się właścicielem znacznego majątku. W miejscu, w którym spotkał swojego przyszłego ojca, postawił w 1634 (dzisiaj róg ulicy Rzgowskiej i Kolumny) kolumnę, nazwaną potem „Kolumną Sierocą”. Ową legendę przytacza Oskar Flatt w swoim dziele Opis miasta Łodzi.

### Autentyczność postaci
Na fakt, że Jan Mulinowicz rzeczywiście mieszkał w Krakowie wskazują informację zawarte między innymi w archiwach Uniwersytetu Jagiellońskiego. W księgach promocji z 1639 pojawia się imię i nazwisko Joannes Mulinowic, a w 1642 Johannes Mulinowicz wpisany jest jako bakałarz sztuk wyzwolonych.
Według pochodzącej z 1643 taksy podatkowej mieszczan krakowskich, kupiec Mulinowicz zapłacił 65zł podatku. Wskazywało to na bardzo dużą zamożność owego podatnika. Taki stan rzeczy potwierdza jeszcze dokument z 1661, który informował o przejęciu własności przez wdowę po Janie Mulinowiczu podkrakowskiej wsi Wólka.

### Pozostałości
Najbardziej znaczącym obiektem jaki pozostawił po sobie Jan Mulinowicz, była wybudowana w 1634 kolumna, która stanowiła najstarszy w Polsce świecki pomnik (10 lat przed Kolumną Zygmunta). Została ona postawiona przy wyjeździe z ówczesnej wsi Chojny. Składała się z wysokiego czworokątnego piedestału o wysokości ok. 2m, wykonanego z czarnego marmuru oraz kolumny z szarego marmuru, o łącznej wysokości ok. 8 m. Na bokach podstawy kolumny znajdowały się trzy łacińskie inskrypcje. Najważniejsza określała fundatora i podawała datę powstania pomnika. W tłumaczeniu na polski brzmiała ona: Bogu najlepszemu, najwyższemu Jan Mulinowic, mieszczanin krakowski, wzniósł w roku pańskim 1634. 
Pomnik w 1939 zburzyły wojska niemieckie. W miejscu kolumny stoi dzisiaj kapliczka, na której widnieje napis: Na pamiątkę lat wojny 1939–1945 i za doznaną opiekę Boską i Matki Bożej Nieustającej Pomocy S.J.S.

Jan Mulinowicz wspierał również finansowo ówczesną wiejską parafię (dzisiaj Kościół św. Wojciecha). Do dzisiaj zachowały się pewne obiekty wskazujące na charytatywną działalność Mulinowicza. Jednym z nich jest pozłacany kielich mszalny z łacińską inskrypcją, która w tłumaczeniu na język polski brzmi: "Jan Mulenowic kościołowi chojeńskiemu ten przedmiot ofiarował w roku pańskim 1628". Innym zachowanym do dzisiaj przedmiotem związanym z Mulinowiczem, jest mosiężna kula z datą 1643 oraz literami CCIM, co stanowi skrót łacińskiego zdania "Civis Cracoviensis Ioannes Mvlinowic", czyli "mieszczanin krakowski Jan Mulinowic". Kulę dzisiaj można zobaczyć nad bramą wejściową od strony ulicy Rzgowskiej. 

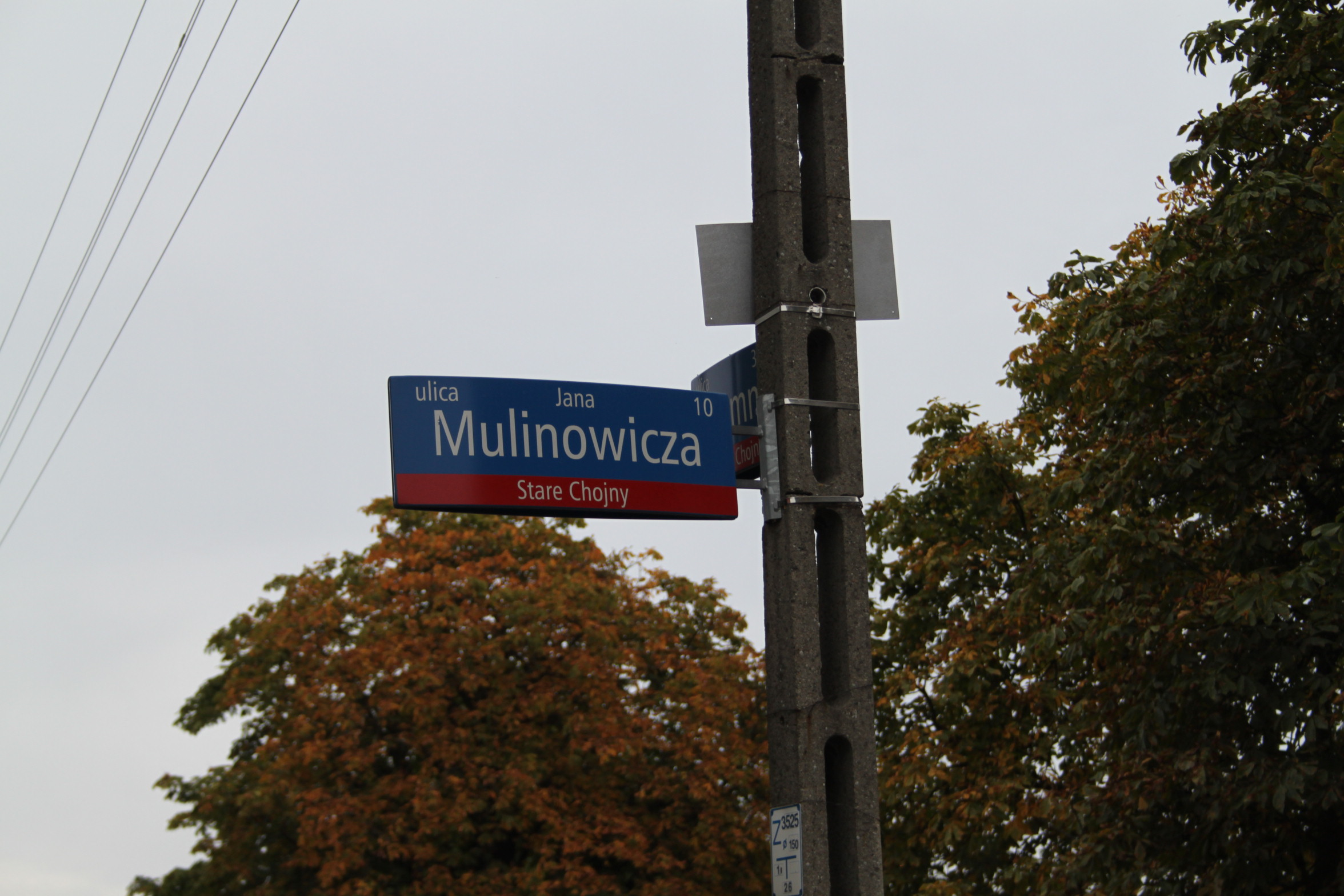
Tablica z nazwą ulicy Jana Mulinowicza w Łodzi

Do dziś zachowała się również ufundowana kościołowi przez Jana Mulinowicza srebrna wieżyczkowa monstrancja z 1638 oraz chrzcielnica z czarnego marmuru. Wiadomo także, że sfinansował on murowaną zakrystię, którą wybudowano w 1647.

## Nazwisko
Brzmienie nazwiska Jana nie jest do końca pewnie. W momencie kiedy zaczęto pisemnie dokumentować istnienie kolumny, litery na pomniku, nieodnawiane przez ponad dwieście lat, były częściowo wytarte. Utrudniało to rozczytanie nazwiska fundatora. Poszukiwania w krakowskich źródłach archiwalnych nie dało jasnej, jednoznacznej odpowiedzi, która z form nazwiska jest poprawna, wybrano brzmienie Mulinowicz. Rodzina o tym nazwisku zamieszkiwała przed wiekami w Krakowie i z dużą dozą prawdopodobieństwa można przyjąć, że była tożsama z chojeńskim sierotą Jankiem.

## Upamiętnienie
Niedaleko cmentarza katolickiego św. Wojciecha na Chojnach, znajduje się ulica Jana Mulinowicza. Ulica przecina się z ulicą Sternfelda oraz Szumną.